# Карпа Сергій Зеновійович
Сергій Зеновійович Карпа (* 13 листопада 1991) — український культурист, чемпіон світу з бодібілдінгу. Навчається у Львівському державному університеті безпеки життєдіяльності на факультеті Пожежної і техногенної безпеки.
Спочатку займався стрільбою, на професійному рівні досягав високих результатів. Згодом перейшов у культуристи.
У липні 2013 виборов золото на європейських змаганнях із бодібілдингу. Він став чемпіоном Європи та світу з бодібілдингу в категорії до 23 років.